# Hemioplisis humerata
Hemioplisis humerata är en fjärilsart som beskrevs av W. Warren 1905. Hemioplisis humerata ingår i släktet Hemioplisis och familjen mätare. Inga underarter finns listade i Catalogue of Life.